# Monika Trümper
Monika Trümper ist eine deutsche Klassische Archäologin.

## Leben
Monika Trümper studierte zunächst von 1985 bis 1990 Instrumentalpädagogik und Violine an der Musikhochschule Köln, wo sie mit dem Diplom als staatlich geprüfte Musiklehrerin abschloss. 1987 begann sie parallel ein Studium der Klassischen Archäologie, Kunstgeschichte und Alten Geschichte an den Universitäten Köln, München und Paris. 1993 erlangte sie in München den Magister-Artium-Abschluss, 1995 wurde sie dort bei Paul Zanker mit der Arbeit Wohnen in Delos. Eine baugeschichtliche Untersuchung zum Wandel der Wohnkultur in hellenistischer Zeit promoviert. Die Dissertation wurde mit dem Reisestipendium des Deutschen Archäologischen Instituts bedacht, das ihr ermöglichte, 1995/96 den Mittelmeerraum zu bereisen. 1997 wurde Trümper zunächst freie Mitarbeiterin, dann Angestellte der Frankfurter Zentrale der Deutschen Bank, wo sie im Bereich der Internen Kommunikation beschäftigt war. Zum Oktober 1999 wurde sie Wissenschaftliche Assistentin am Seminar für Klassische Archäologie der Universität Heidelberg, wo sie bis Juni 2005 beschäftigt war. Unterbrochen wurde diese Tätigkeit zum einen 2003/04 durch eine Zeit als Fellow am Center for Hellenic Studies der Harvard University in Washington, D.C., zum anderen 2004/05 mit einem Feodor-Lynen-Stipendium der Alexander von Humboldt-Stiftung als Visiting Assistant Professor am Department of Classics der Johns Hopkins University in Baltimore. Im Februar 2005 erfolgte die Habilitation mit der Arbeit Die ‚Agora des Italiens’ in Delos. Baugeschichte, Architektur, Ausstattung und Funktion einer späthellenistischen Porticus-Anlage in Heidelberg.
Zum Juli 2005 wurde Trümper Assistant Professor of Classical Archaeology am Department of Classics der University of North Carolina at Chapel Hill, drei Jahre später wurde sie dort Tenured Associate Professor of Classical Archaeology, zugleich lehnte sie den Ruf auf eine W3-Professur an der Universität Göttingen ab. 2012 war sie Fellow der John Simon Guggenheim Memorial Foundation. Im April 2013 erfolgte die Beförderung zum Full Professor of Classical Archaeology. Seit Juli 2013 lehrt Trümper als Professorin an der Freien Universität Berlin.
Trümper beschäftigt sich mit der Planung und Entwicklung antiker Städte, Platzanlagen, der Bade- und Wohnkultur, der Bedeutung und dem Management von Wasser in antiken Heiligtümern, den archäologischen Quellen zur Wirtschaft sowie der archäologischen Erforschung der Sklaverei, dem kulturellen Austausch und kulturvergleichenden Perspektiven insbesondere auf Delos und  Sizilien sowie in Nordafrika und thematisch auch hier insbesondere zur Bade- und Wohnkultur. Zudem forscht sie zur Kontextualisierung und Rezeption von Objekten und Monumenten sowie zur Visualisierungs- und Rekonstruktionstechnologien. Feldforschungen führten sie 2012 nach Morgantina auf Sizilien, wo sie geophysikalische Untersuchungen durchführte. Von 2013 bis 2015 leitet sie mit Sandra Lucore dort ein Grabungsprojekt, bei dem die griechische Badeanlage und das Heiligtum der Demeter und Persephone im Rahmen der American Excavations at Morgantina untersucht werden. Seit 2015 forscht sie im Rahmen eines Feldforschungsprojektes zur Badekultur in Pompeji, seit 2019 zum Gymnasium und zum Bad in Agrigent.

## Schriften (Auswahl)
- Wohnen in Delos. Eine baugeschichtliche Untersuchung zum Wandel der Wohnkultur in hellenistischer Zeit. Leidorf, Rahden/Westfalen 1998, ISBN 3-89646-318-7 (= Internationale Archäologie, Band 46).
- Die ‚Agora des Italiens’ in Delos. Baugeschichte, Architektur, Ausstattung und Funktion einer späthellenistischen Porticus-Anlage. Leidorf, Rahden/Westfalen 2008, ISBN 978-3-89646-376-0 (= Internationale Archäologie, Band 104).
- Graeco-Roman Slave Markets. Fact or Fiction? Oxbow Books, Oxford 2009, ISBN 978-0-9774094-8-8 (Rezension von Iris Samotta bei sehepunkte).
- mit Sandra Lucore (Hrsg.): Greek Baths and Bathing Culture. New Discoveries and Approaches (= Babesch Supplements Band 23). Peeters, Leuven 2013, ISBN 978-90-429-2897-8
- mit Thomas Lappi: The House of the Two Skeletons at Morgantina (= Palilia 35). Harrassowitz, Wiesbaden 2023, ISBN 978-3-447-11846-0.